# الكيف (مسلسل)
الكيف هو مسلسل مصري عرض في رمضان 2016.

## قصة المسلسل
أحداث المسلسل مأخوذة عن الفيلم الشهير (الكيف)، ويتناول قضية المخدرات وتأثيراتها المميتة وضربها بفساد يستفحل في طبقات المجتمع، من خلال صراع طاحن ثالوثي بين العلم والمادة وشهوة المزاج، مستعرضًا لنا هذا الصراع من خلال أبطاله وشخصياتهم المختلفة وأهدافهم ومبادئهم المتباينة في الحياة.

## بطولة
| - باسم سمرة: جمال أبو العزم مزاجنجي - أحمد رزق: د. صلاح أبو العزم - لوسي: زينات - أحمد خليل: سليم البهظ - ميرهان حسين: منى - طارق صبري: وليد | - سهر الصايغ: مُهجة - عفاف شعيب: تحية - أحمد فؤاد سليم: عزمي أبو العزم - بيومي فؤاد: أبو رنة - محمود البزاوي: عبده الكرف - سعد الصغير: بيصي النكش | - ياسر الطوبجي: كآبة - كريم أبو زيد: ماهر - إيناس عز الدين: توتا - دنيا المصري: شيرويت - حمادة بركات: أكمل - نيفان صابر: الراقصة زيزي | - شريف باهر: سامي - نادية خيري: رانيا البهظ - رمزي لينر: جاسر البهظ - أحمد صيام: عُدي مسئول السفارة العربية - رانيا الملاح: جيسي اللبنانية |

| نجوم المستقبل - دعاء مصطفى رجب: سحر - أميرة الشريف - أسماء الباجوري - نهى صالح: مستورة | ضيوف المسلسل - عبير منير: فريال - رانيا فتح الله: أشجان - وفاء الشرقاوي - هالة سرور - جميل راتب | بالأشتراك مع: - عبد الله مشرف: دوسري - إيمان السيد: بسيمة - طاهر فاروز - شكري الفار: الريس ستاموني - رضا إدريس: طرقع - مصطفى رجب - عزت بدران | - محمد يحيى - كاميليا - مريم سعد الدين - شيماء عباس - زينة منصور - ندى بهجت - سعاد الهواري | الأطفال: - محمد الفخراني: كريم صلاح عزمي أبو العزم كوكي - حازم عادل - نديم عرابي - أمين سعودي - يوسف أمين |

- تمثيل:
- أحمد النقلي: ناشط حقوقي
- محمد دياب شرف: أمين شرطة
- حمدي حفني: ضابط
- صابر أمبابي: تاجر مخدرات
- محمود علي: دكتور
- هشام قدري: نعيم الحلاق
- محمد جلال: تاجر مخدرات
- دنيا النشار: نهوان
- عادل عبد النبي: ضابط
- هيثم عياد: وائل
- محمد صالح: جاميكا
- ناصر عثمان: القاضي
- حموبلا: الجهار
- خالد بدوي: ضابط
- طارق سليمان: دكتور
- محمد فرج: بلططجي
- علاء الموازيني:رجل جاسر 1
- أمير أبو زيد: رجل جاسر 2
- يوسف جلال: أمين شرط
- هاني يوسف: رجل البهظ
- حسين محمود: صاحب عزمي 1
- نادر نور الدين: شاكر
- أشرف سلطان: محامي
- نور الكاديكي: ليلى
- هدى الصيفي: أم سالم
- عمرو فريد: سامر
- أمير عز الدين: رجل أبو الغضل
- رامي رمزي: ضابط
- محمود الشوريمي: صاحب دار نشر
- سمير رامي: صاحب دار نشر 2
- ايهاب محفوظ: بلطجي 2
- رجب تريكة وائل
- عبد اللطيف الطحاوي: صاحب عزمي 2
- سيد ربيع : سفرجي
- سميرة شمندي: خادمة
- حسين شيرازي:دكتور
- عبد المنعم الرصفي: بواب
- زكي لوجو: بواب
- علي جمال الدين: جار صلاح
- علا عبد الباقي: مديرة مدرسة
- محمد سيد: ضابط
- محسن عمر: ضابط
- راندا سمير: مذيعة
- ناني سعد الدين: زوجة أبو رنة
- طارق والي: مدير شركة أدوية
- عبد الرازق الشيمي: مشبوه
- شيرين فتحي: سيدة أنيقة
- ياسين فتحي: مندوب بريد
- محمد فاروق أبو الدهب: أمين شرطة
- طلعت الشريف: طبيب نفسي
- هاني عب دالمعتمد: والد حازم
- سامر المنياوي: محصل
- شادي مكرم: ضابط
- محمود يوسف: ضابط
- بيبرس الشهاوي: سري باتع
- محمد حسني: قهوجي
- ايهاب الشريف: ضابط مباحث
- محمد يحيي: ضابط مباحث